# スタンリー・ウィリアムズ
スタンリー・トゥッキー・ウィリアムズ3世（Stanley Tookie Williams III、1953年12月29日 - 2005年12月13日）は、アメリカの犯罪者、社会運動家。4人を殺害した元ギャングの死刑囚。

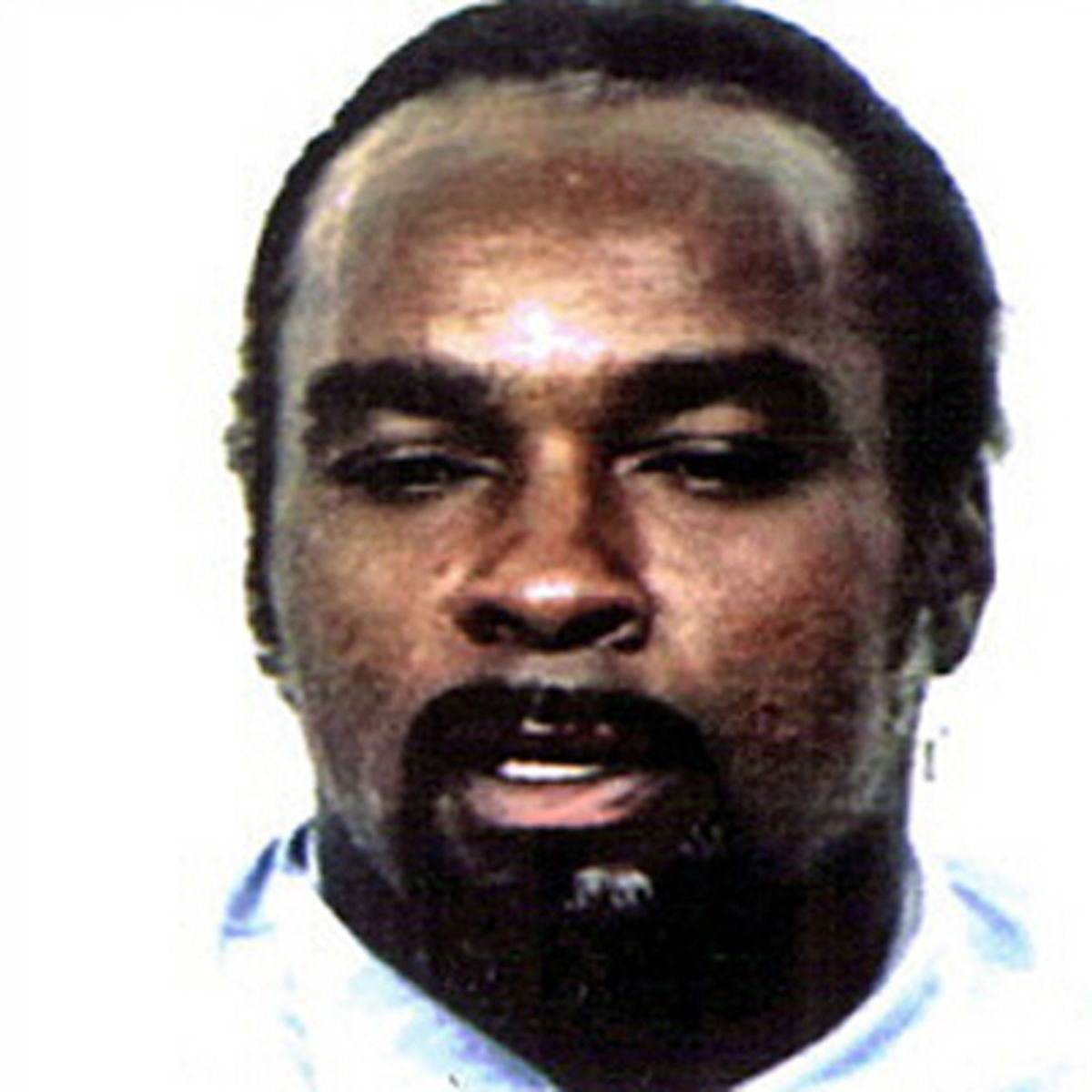

ルイジアナ州ニューオーリンズ出身。1971年にストリートギャング「クリップス」に加わり組織を拡大した。1979年に2件の強盗殺人容疑で逮捕され、1981年に死刑の宣告を受ける。収監後、改心し反ギャング活動を行い1996年からギャング暴力に反対する9冊の本を執筆している。2001年から2005年の間ノーベル平和賞にノミネートされ、多数の減刑嘆願書が出されていた。しかしアーノルド・シュワルツェネッガー州知事は、ウィリアムズが自身の犯した殺人事件を依然として否認し、謝罪も行っていないことから｢証拠を検討したが、恩赦を出す余地は見いだせなかった｣と今回の決定を説明した。この決定に従い、収監されていたカリフォルニア州サン・クウェンテン連邦刑務所で予定通り12月13日午前0時1分(現地時間)にウィリアムズへの薬物注射による死刑が執行された。

## 関連作品
- 『クリップス』　原題：REDEMPTION: THE STAN TOOKIE WILLIAMS STORY 　（2004年、アメリカ映画）